# براندون جونز (لاعب كرة قاعدة)
براندون جونز (بالإنجليزية: Brandon Jones)‏ هو لاعب كرة قاعدة أمريكي، ولد في 10 ديسمبر 1983 في بنما سيتي في الولايات المتحدة.

## وصلات خارجية
- براندون جونز على موقع دوري كرة القاعدة الرئيسي (الإنجليزية)
- براندون جونز على موقعبيزبول رفرنس.كوم (الدوري الرئيسي) (الإنجليزية)
- براندون جونز على موقعبيزبول رفرنس.كوم (الدوري الثانوي) (الإنجليزية)
- براندون جونز على موقع إي إس بي إن.كوم (أم.أل.بي) (الإنجليزية)
- براندون جونز على موقع مشجعي الرسوم البيانية (الإنجليزية)